# Église Sainte-Madeleine de Castéra-Lectourois
Pour les articles homonymes, voir Église Sainte-Madeleine.
L'église Sainte-Madeleine est une église catholique située à Castéra-Lectourois (Gers), en France.

## Localisation
L'église est située dans le département français du Gers, sur la commune de Castéra-Lectourois, à l’extrémité de la rue principale, sur la terrasse dominant la vallée du Gers. Elle est accolée à la dernière maison, qui est le reste de l’ancien château.

## Historique
L'édifice est classé au titre des monuments historiques en 1986.

## Architecture
L’église se signale par son portail gothique en accolade et trois fenêtres en arc brisé. Il n’y a pas de contreforts apparents, sauf à l’angle sud-ouest où l’église surplombe une pente à forte déclivité vers la vallée.
L’intérieur révèle une nef assez vaste divisée en quatre travées, avec huit chapelles entre les contreforts visibles seulement de l’intérieur. Un chœur pentagonal fait suite à la nef. Les voûtes croisées d’ogives portent toutes des clés pendantes. Les nervures des arcs sont en tores, allégés par des cannelures à bords vifs, reposant sur des chapiteaux à feuillages. Dans les chapelles, les nervures se perdent directement dans les murs. L’architecture de l’église est remarquablement homogène, aucune modification notable n’y ayant été apportée. Seul le clocher, en hors-œuvre à l’ouest, a-t-il reçu un étage supplémentaire au XIXe siècle.
Le décor, notamment celui du portail, fait immanquablement penser à celui (aujourd’hui dégradé) de la cathédrale Saint-Gervais-Saint-Protais de Lectoure, dont l’église doit être contemporaine, et à l’art de son maître d’œuvre, Mathieu Reguaneau.
Dans le mobilier, un grand bénitier de marbre, des fonts baptismaux à riche décor, et trois statues en bois doré : sainte Marie-Madeleine, dans un enfeu au-dessus du maître-autel, à gauche l’Assomption, à droite saint Roch.